# Frank Mill
Pour les articles homonymes, voir Mill.
Frank Mill, né le 23 juillet 1958 à Essen et mort le 5 août 2025, est un footballeur allemand actif entre 1976 et 1996. 
Cet attaquant fait partie de la sélection allemande qui remporte la Coupe du monde de 1990, deux ans après avoir remporté la médaille de bronze aux Jeux olympiques de Séoul.

## Biographie
Fils d'un brocanteur et d'une fleuriste, Frank Mill découvre le football à six ans à l'Eintracht Essen, le club local. Repéré, il rejoint en 1972 le principal club d'Essen, le Rot-Weiss Essen. Alors qu'il a commencé son apprentissage de fleuriste, il signe son premier contrat professionnel de footballeur avec le Rot-Weiss en 1976 et fait ses débuts en Bundesliga, l'élite du championnat allemand. À 18 ans, il dispute 19 matchs et marque 3 buts, aux côtés d'un autre certain Horst Hrubesch, mais ne peut empêcher la relégation de son équipe en 2. Bundesliga Nord. Il s’y impose progressivement comme titulaire et marque de plus en plus. Pour sa dernière saison à Essen, en 1980-1981, il est meilleur buteur de son championnat avec 40 buts en 38 apparitions.

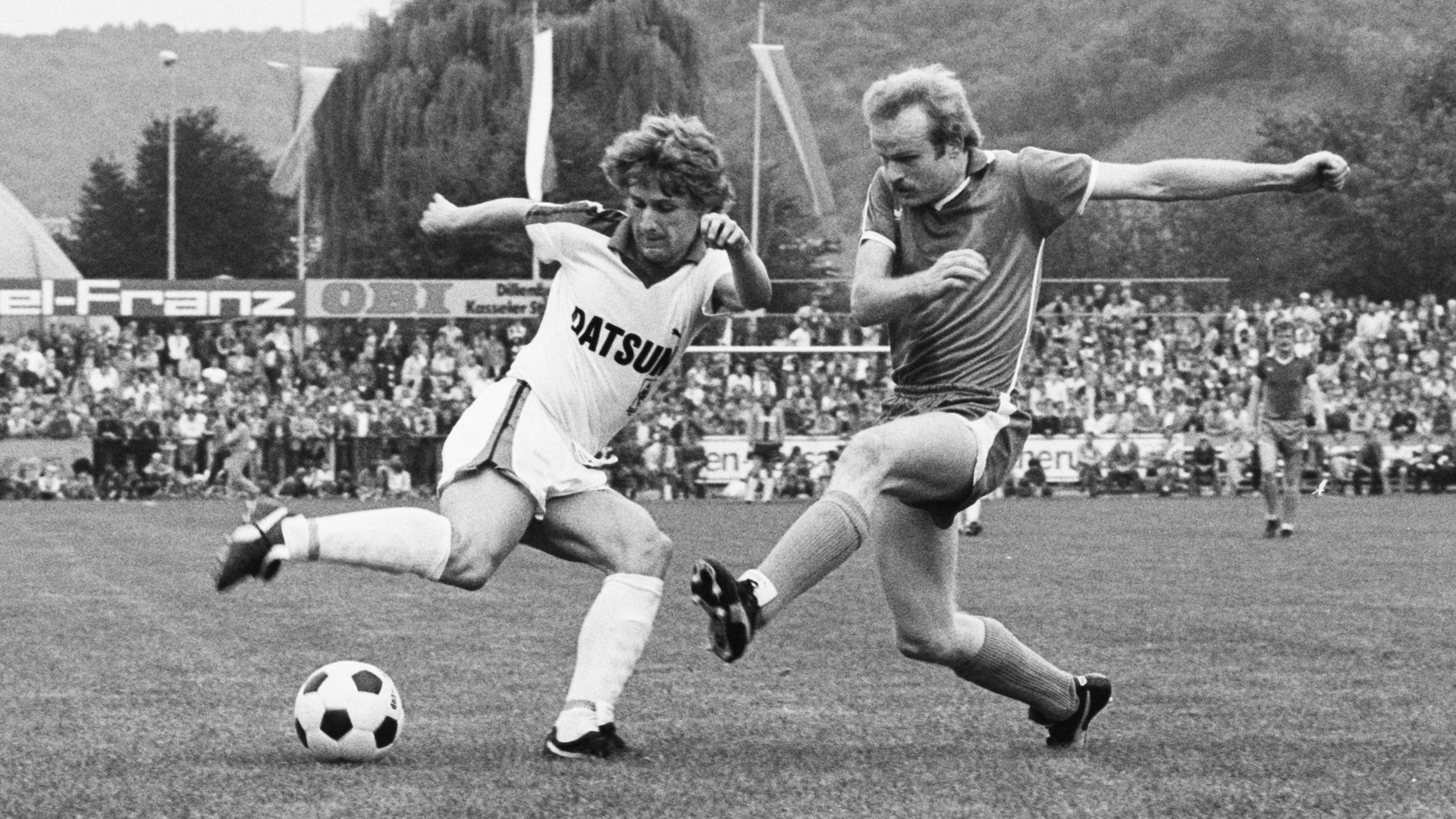
Frank Mill (left, Borussia Mönchengladbach, 1981)

En 1981 il est recruté par le Borussia Mönchengladbach de Jupp Heynckes, en Bundesliga. Il y confirme son efficacité en marquant en cinq saisons 71 buts en 153 rencontres, ce qui lui ouvre les portes de la sélection. Le 21 mars 1982, il honore sa première cape face au Brésil à Rio de Janeiro, puis enchaîne face à l'Argentine et la Tchécoslovaquie. Mais il ne peut concourir pour la Coupe du monde 1982 à cause d'une blessure au dos, qui lui gâche la saison suivante, et sera les années suivantes sélectionné de façon sporadique. En 1984, il manque de remporter avec son club le championnat d'Allemagne, perdu à la différence de buts, puis perd la finale de la coupe d'Allemagne aux tirs au but face au Bayern Munich, malgré son but en première mi-temps. Cet été, il est appelé en sélection olympique pour les Jeux de Los Angeles, où l'Allemagne s'incline en quart de finale face à la Yougoslavie.
En 1986, alors qu'il manque de peu d'être sélectionné pour la Coupe du monde, le Borussia Dortmund obtient son transfert contre une indemnité de 1,3 million de DM. Pour sa première saison, Dortmund, habitué au bas du classement depuis trois saisons, termine quatrième du championnat, grâce notamment à son nouveau joueur, auteur de 17 buts en 31 matchs. Promu capitaine, il devient vite très populaire au Westfalenstadion. Le président du club Gerd Niebaum en vient à remplacer l'entraîneur Reinhard Saftig (en) en 1988 quand ce dernier lui demande de remettre en cause le statut du joueur. Alors qu'il ne compte à 29 ans que 10 sélections, Franz Beckenbauer l'appelle à l'été 1988 pour disputer l'Euro 1988. Il rentre en jeu lors de deux matchs de poule puis est titulaire lors de la demi-finale perdue face aux Pays-Bas (1-2). En septembre, il est convoqué pour ses 2es olympiades, à Séoul, d'où il revient avec la médaille de bronze après une défaite en demi-finale face au Brésil (1-1), aux tirs au but, et une victoire en petite finale face à l'Italie (3-0). Cette dernière marque est sa 9e et dernière apparition en Jeux olympiques, pour un total de quatre buts.
Sous la direction d'Horst Köppel, Mill reprend la saison en petite forme. Il a perdu son éclatante efficacité des saisons précédentes mais reste un joueur important et respecté, qui anime le jeu de son équipe. En 1989, il remporte la Coupe d'Allemagne en marquant en finale face au Werder Brême (4-1). Alors qu'il n'a pratiquement plus joué en équipe nationale entre 1988 et 1990, Beckenbauer le sélectionne pour la Coupe du monde 1990 comme quatrième choix derrière Rudi Völler, Jürgen Klinsmann et Karl-Heinz Riedle. Il ne joue pas mais assiste à la victoire de ses compatriotes lors du tournoi. Son bilan en équipe nationale est de 17 sélections, sans but marqué.
Sa saison 1990-1991 est difficile : il joue peu et marque encore moins. Ottmar Hitzfeld, qui a remplacé Köppel et lui préfère Stephane Chapuisat et Flemming Povlsen, fait de lui une sorte de super remplaçant. En 1992, l'équipe ne manque le titre qu'à la différence de buts, une nouvelle fois. Alors qu'il ne joue quasiment plus depuis des mois, il rejoint le Fortuna Düsseldorf, promu en 2. Bundesliga, à l'été 1994. Il retrouve une place régulière et contribue activement à la promotion directe du club dans l'élite. La saison 1995-1996, sa dernière, s'achève sur le maintien espéré. Il termine sa carrière avec un bilan de 387 matchs et 123 buts en Bundesliga.
Il se reconvertit en acceptant l'offre du Fortuna Düsseldorf de devenir son directeur sportif. Mais quand le club est relégué l'année suivante, il démissionne et quitte le monde du football professionnel. Par la suite il ouvre des écoles de football à travers le pays.

## Statistiques individuelles
| Saison    | Club                     | Championnat   | Matchs | Buts |
| --------- | ------------------------ | ------------- | ------ | ---- |
| 1976-1977 | Rot-Weiss Essen          | Bundesliga    | 19     | 3    |
| 1977-1978 | Rot-Weiss Essen          | 2. Bundesliga | 29     | 11   |
| 1978-1979 | Rot-Weiss Essen          | 2. Bundesliga | 38     | 15   |
| 1979-1980 | Rot-Weiss Essen          | 2. Bundesliga | 25     | 16   |
| 1980-1981 | Rot-Weiss Essen          | 2. Bundesliga | 38     | 40   |
| 1981-1982 | Borussia Mönchengladbach | Bundesliga    | 32     | 14   |
| 1982-1983 | Borussia Mönchengladbach | Bundesliga    | 28     | 9    |
| 1983-1984 | Borussia Mönchengladbach | Bundesliga    | 32     | 19   |
| 1984-1985 | Borussia Mönchengladbach | Bundesliga    | 31     | 16   |
| 1985-1986 | Borussia Mönchengladbach | Bundesliga    | 30     | 13   |
| 1986-1987 | Borussia Dortmund        | Bundesliga    | 31     | 17   |
| 1987-1988 | Borussia Dortmund        | Bundesliga    | 29     | 9    |
| 1988-1989 | Borussia Dortmund        | Bundesliga    | 26     | 6    |
| 1989-1990 | Borussia Dortmund        | Bundesliga    | 24     | 2    |
| 1990-1991 | Borussia Dortmund        | Bundesliga    | 13     | 3    |
| 1991-1992 | Borussia Dortmund        | Bundesliga    | 28     | 4    |
| 1992-1993 | Borussia Dortmund        | Bundesliga    | 24     | 6    |
| 1993-1994 | Borussia Dortmund        | Bundesliga    | 12     | 0    |
| 1994-1995 | Fortuna Düsseldorf       | 2. Bundesliga | 27     | 5    |
| 1995-1996 | Fortuna Düsseldorf       | Bundesliga    | 28     | 2    |
| Total     | Total                    | Total         | 544    | 210  |

| Année | Matchs | Buts |
| ----- | ------ | ---- |
| 1982  | 3      | 0    |
| 1983  | 0      | 0    |
| 1984  | 1      | 0    |
| 1985  | 3      | 0    |
| 1986  | 2      | 0    |
| 1987  | 0      | 0    |
| 1988  | 5      | 0    |
| 1989  | 1      | 0    |
| 1990  | 2      | 0    |
| Total | 17     | 0    |

## Palmarès
- 17 sélections en équipe d'Allemagne entre 1982 et 1990
- Vainqueur de la Coupe du monde 1990 avec l'Allemagne
- Vainqueur de la Coupe d'Allemagne en 1989 avec le Borussia Dortmund
- Vainqueur de la Supercoupe d'Allemagne en 1989 avec le Borussia Dortmund
- Vainqueur de la Coupe hivernale d'Allemagne en 1990, 1991 et 1992 avec le Borussia Dortmund
- Vice-champion d'Allemagne en 1992 avec le Borussia Dortmund
- Finaliste de la Coupe de l'UEFA en 1993 avec le Borussia Dortmund
- Finaliste de la Coupe d'Allemagne en 1984 avec le Borussia Mönchengladbach